# Acacia hopperiana
Acacia hopperiana är en ärtväxtart som beskrevs av Bruce R. Maslin. Acacia hopperiana ingår i släktet akacior, och familjen ärtväxter. Inga underarter finns listade i Catalogue of Life.